# Кромарти-Ферт
Кромарти-Ферт — залив в Северном море на восточном побережье Шотландии (в исторической области Росс и Кромарти), ответвление более крупного залива Мори-Ферт, простирается внутрь суши в западном и юго-западном направлениях на расстояние 30,6 км. Средняя ширина — 1,6 км (за исключением бухт Нигг-Бэй и Кромарти-Бэй, где ширина составляет 8 км, и бухты Элнесс-Бэй, где она составляет 3,2 км), средняя глубина — от 5 до 10 морских саженей. Вместе с Боли-Ферт образует побережье полуострова Блэк-Айл.
Залив имеет несколько ответвлений; на его берегах расположены населённые пункты Дингуолл, Кромарти, Инвергордон (где до 1956 года находилась военно-морская база) и другие. По обоим берегам у входа в залив имеются скалы (высотой 151 и 141 м), носящие название Sutors (шотл. «сапожники»). Действует несколько паромных переправ, с начала 1970-х годов обслуживаются нефтяные платформы. По северной части побережья залива проходит железнодорожная ветка Far North Line.